# بدا از دیدگاه قرآن
بِدا یا بداء در لغت به معنای ظاهر شدن است، و در اصطلاح به معنای تغییر مقدرات از سوی خداوند بر اساس پاره‌ای حوادث و وقایع و تحت شرایط و عوامل ویژه‌است. در واقع، عبارت است از آشکار شدن امری از ناحیه خداوند برخلاف آنچه ظاهر بوده‌است که در واقع اولی را محو و دومی را اثبات کرده و خدا به هر دو حادثه آگاه است. گفتنی است که بدا درباره خدا دگرگون شدن تصمیم و اراده نیست، بلکه این لفظ همانند غضب و رضا در حق خدا استعمال مجازی دارد و «بَدا للّه» بدین معناست که از جانب خدا ظاهر شد.

## دیگر آیات در مورد بداء
مضمون بداء از برخی آیات قرآن استفاده می‌شود. این آیات در سه دسته جای می‌گیرند:
1. آیاتی که ناظر به مبانی و اجزای مفهوم بداء است؛ از جمله آیات قضا و قدرِ محتوم و غیر محتوم (رعد/۳۹)، علم مطلق و ازلی خداوند (انعام/۱۰۱)، عدم محدودیت قدرت خدا (بقره/۱۰۶) و نیز تأثیر اراده و فعل ذات خداوند در هر زمان و بر همه حوادث. (مائده/۶۴؛ الرحمن/۲۹)
2. آیاتی که تغییر سرنوشت انسانها را بر اثر افعال اختیاری آنان مطرح می‌کنند؛ مانند رعد/۱۱ و انفال/۵۳.
3. آیاتی که ناظر به مصادیق عینی بداء بوده، به موارد خاص آن اشاره دارد؛ مانند: ۱۰ و ۱۱ نوح؛ ۱۰۵ و ۱۳۷ صافّات؛ ۲۱ و ۲۶ مائده؛ ۹۶ و ۱۴۲ اعراف؛ ۱۱ فاطر و ۴ دخان.

## نمونه‌های عینی و مصادیق خارجی بداء
در قرآن نمونه‌های مختلفی از بداء گزارش شده‌است:
۱) بداء در ذبح اسماعیل: خدا ابتدا به ابراهیم دستور داد فرزندش را ذبح کند، ولی به سبب نیکوکاری ابراهیم و اسماعیل، این دستور برداشته شد، و دستور فدیه دادن گوسفند به جای وی مقرر شد:
از جعفر بن محمد صادق در این زمینه روایت شده‌است: هیچ بدایی از سوی خدا مانند آنچه در مورد اسماعیل اتفاق افتاد، واقع نشد؛ هنگامی که پدرش ابراهیم (ع) را مأمور ساخت به ذبح وی، سپس (گوسفندی را) به جای او فدیه داد.
تفاسیر اهل سنت هم ماجرای ذبح و سپس برداشته شدن دستور ذبح را به همین شکل نقل کرده‌اند.
۲) بداء در عذاب قوم یونس: ابتدا مقرر شده بود که بر قوم یونس به خاطر عدم ایمانشان به پیامبر الهی عذاب نازل شود، ولی در عذاب موعود قوم یونس، به دنبال ایمان آوردن آن‌ها و تضرع و دعای ایشان بداء حاصل شد.
از جعفر بن محمد صادق در این زمینه روایت شده‌است: یونس (ع) قومش را به ایمان دعوت می کرد و آنها اجابت نکردند؛ سپس بر آنان نفرین کرد. خداوند به وی وحی کرد که در فلان روز عذاب بر آن‌ها نازل می شود و ایشان در آن روز گریه کرده (توبه نمودند) و خدا عذاب را از آن‌ها برگرداند. (تفسیر قمی، ج ۱، ص ۳۱۸)
تفاسیر اهل سنت هم ماجرای ایمان قوم یونس پس از آشکار شدن نشانه‌های اولیه عذاب را به همین شکل نقل کرده‌اند، و احادیثی از پیامبر مشابه حدیث بالا نقل نموده‌اند.
۳) بداء در مدّت میقات موسی: ابتدا خداوند با موسی وعده کرده بود برای عبادت و مناجات با او ۳۰ روز به کوه طور بیاید، ولی در این مسئله بداء حاصل شد، ۱۰ روز به مدّت وعده ۳۰ روزه اضافه شد، و وعده ۴۰ روزه گشت.
از محمد بن علی باقر درباره آیه «و واعدنا موسی أربعین لیلة» نقل شده‌است: علم و تقدیر الهی این بود که سی شب باشد؛ سپس بدا حاصل شد و ده روز اضافه شد؛ پس میقات موسی (ع) چهل شب شد.
تفاسیر اهل تسنن هم ماجرای اضافه شدن ۱۰ شب به میقات ۳۰ روزه موسی را پذیرفته، و با نقل حدیثی از پیامبر اسلام، تأیید نموده‌اند.
۴) بداء در ورود بنی اسرائیل به ارض مقدس: ابتدا قرار بود که بنی‌اسرائیل وارد سرزمین مقدس شوند، ولی در پی اطاعت نکردن آنان از فرمان موسی، در وارد شدن بنی اسرائیل به سرزمین مقدّس بداء حاصل شد و ۴۰ سال به عقب افتاد.
تفاسیر شیعه و سنی ماجرای حرام شدن ۴۰ ساله سرزمین مقدس بر بنی‌اسرائیل، پس از این‌که خدا آن‌را برایشان مقرر کرده بود را در تفاسیرشان بیان کرده‌اند.

## زمینه بداء
چنان‌که در موارد بالا گفته شد، عملکرد آدمی، زمینه بداء و تغییر مقدرات الهی است؛ چنان‌که تسلیم شدن ابراهیم و اسماعیل در برابر فرمان الهی و اجرای آن، زمینه بروز بدا برای آن‌ها بود؛ ایمان آوردن قوم یونس، زمینه‌ای برای رفع عذاب موعود از آن‌ها بود؛ و فسق بنی اسرائیل، زمینه به وجودآمدن بداء در وارد شدن به سرزمین مقدس شد.

## مصادیق عام و کلی بداء
- آیات قرآن این اصل کلی را یادآوری می‌کنند که سرنوشت انسان‌ها با خواست خود آن‌ها تغییرپذیر است.[۱۷]
- آیات مختلف قرآن از تأثیر ایمان و تقوا و استغفار، در گشودن برکاتی از آسمان و زمین و نزول برکات آسمانی سخن می‌گویند.[۱۸]
- دیگر آیات قرآن تأثیر برخی از امور در افزایش یا کاهش عمر، در علم الهی را معتبر می‌دانند.[۱۹]
- همچنین برخی آیات دیگر، نقش دعا و تضرع در شب قدر، و تأثیر آن در دگرگون شدن تقدیرات غیر محتوم را بیان می‌دارند.[۲۰]

## منشأ بداء
طبق آیه ۳۹ سوره رعد، امکان محو و اثبات (بداء) در تمامی حوادث، براساس مشیت خداوند است
 خداوند آنچه را بخواهد (از حوادث کونیه مندرج در لوح محو و اثبات) محو و باطل می‌کند و (حوادثی را در آن) مندرج می‌سازد و امّ‌الکتاب (لوح محفوظ و محل اندراج جهت ثابت اشیاء) در نزد اوست.
علامه طباطبایی پس از تفسیر مفردات این آیه، نتیجه‌گیری می‌کند که حکم محو و اثبات (که به عقیده او بداء همان محو و اثبات است) شامل همه حوادث زمانی است.